# Trial 4x4
Pour les articles homonymes, voir Trial (homonymie).
Le Trial 4x4 & Buggy ufolep est un sport mécanique.
Il consiste à franchir sans notion de vitesse un parcours composé de  zones dans lesquelles un maximum de difficultés sont réunies. Il existe cinq principales catégories de véhicules (Série Améliorée, Super Série, Maxi Série, Proto, Buggy).

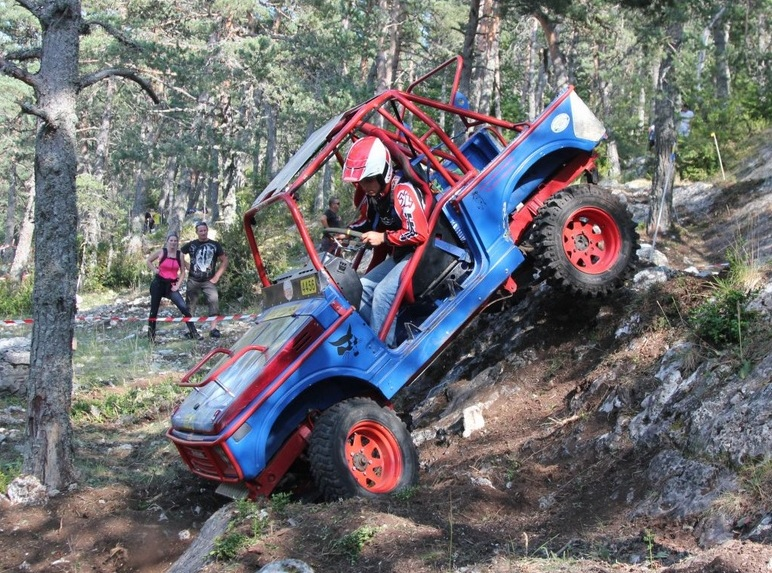
Trial de Caille 2012 - Mickael Giraud & Tristan Simonis - Catégorie Série Améliorée

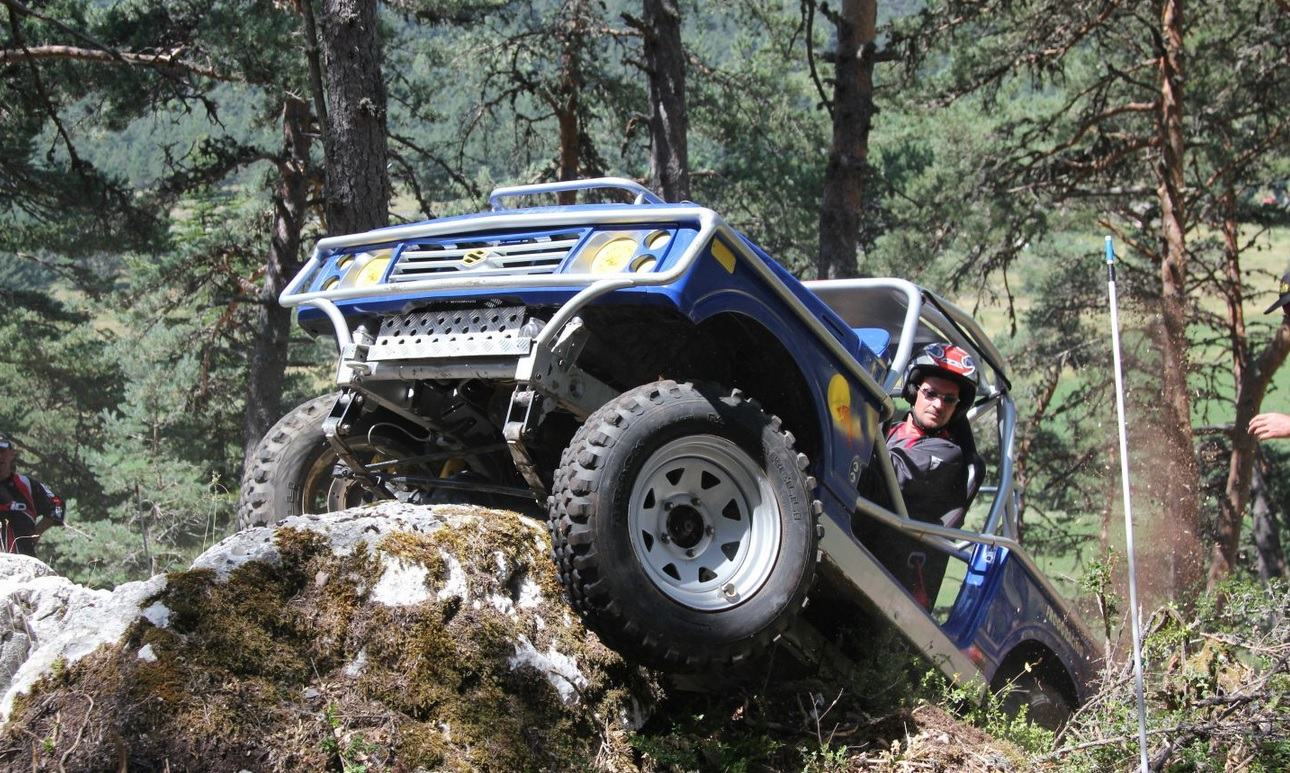
Trial de Caille 2012 - Cyril Guidarini & Jerome Giuliano - Catégorie Super Série

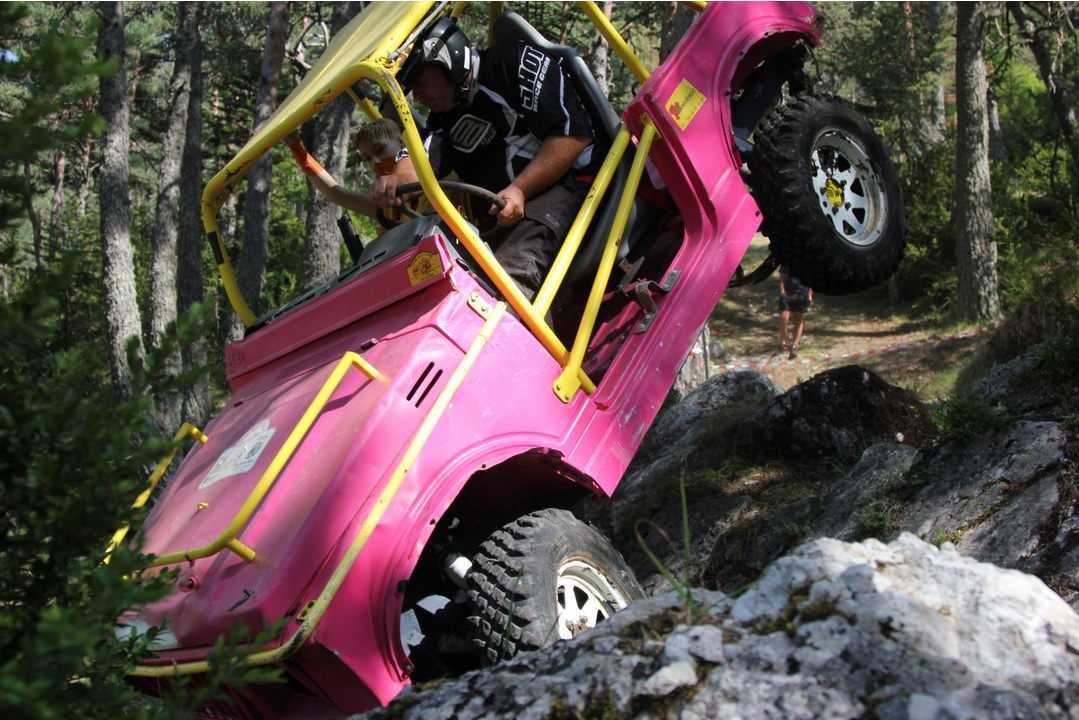
Trial de Caille 2012 - Stéphane Serra - Catégorie Série Améliorée

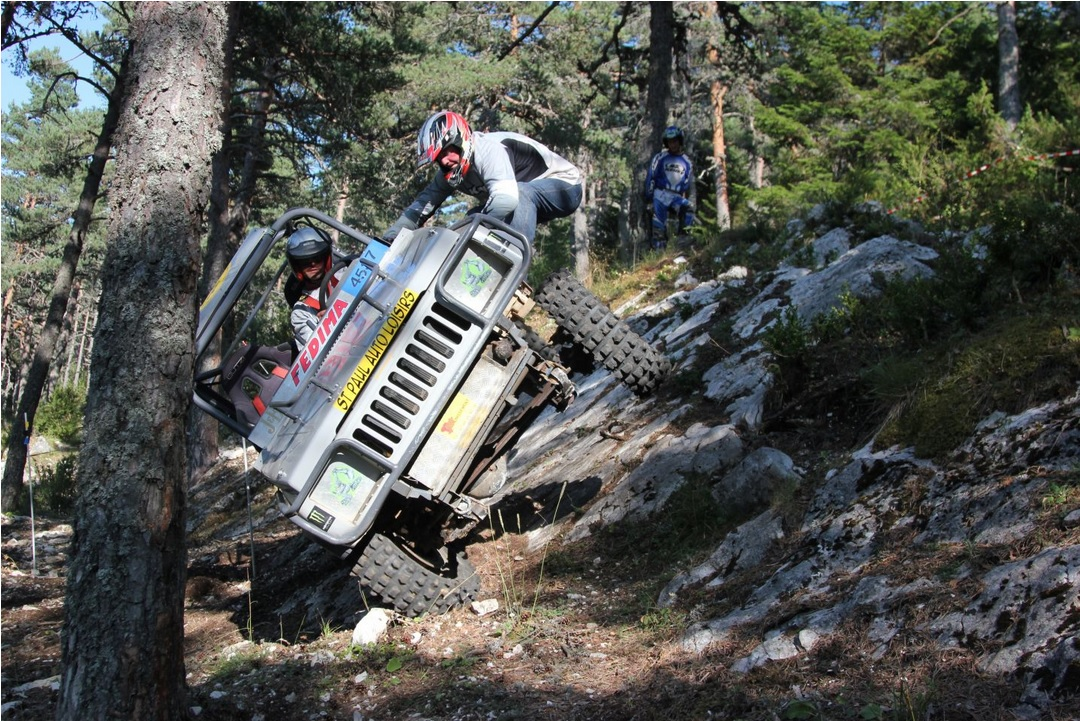
Trial de Caille 2012 - Jean-Michel Gotteri & Manu Dupuis - Catégorie Super Série

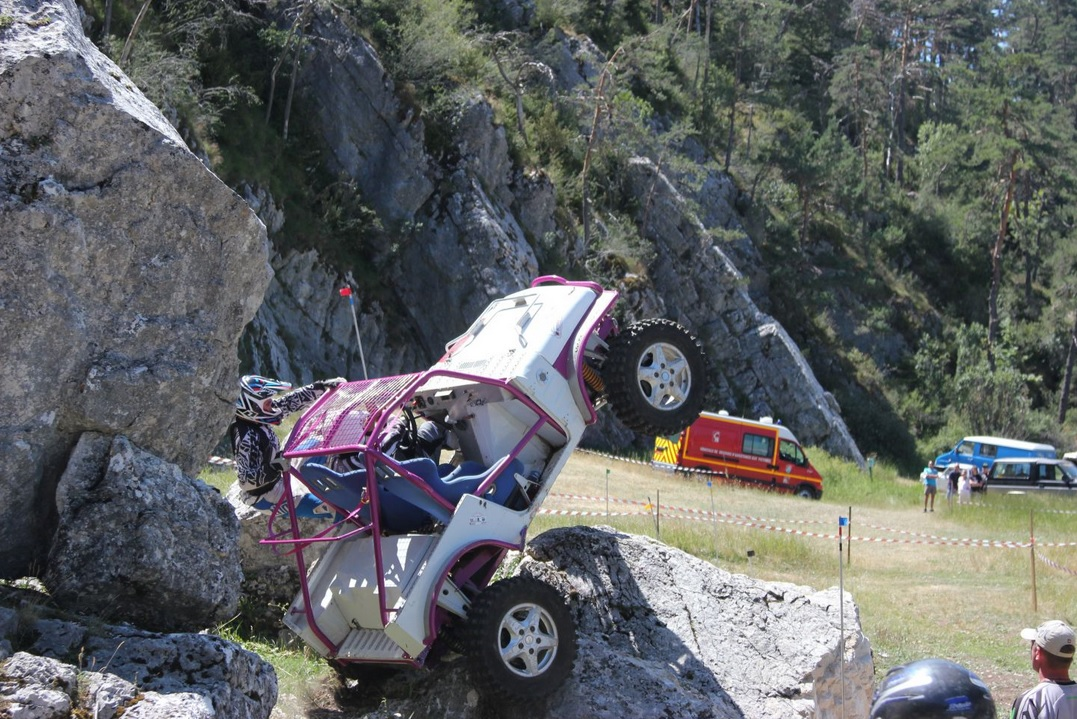
Trial de Caille 2012 - Brice Castro & Stephane Grastilleur - Catégorie Maxi Série

## Définitions / Règlement

### Le Parcours
Le trial auto se déroule sur plusieurs parcours jalonnés appelés «zones », de longueur variable, pour un franchissement d’obstacles, sans notion de temps ni de vitesse.
Sous le contrôle des commissaires certifié, chaque concurrent effectue, à tour de rôle, le franchissement de la zone de trial et se voit infliger les points de pénalité correspondants à ses erreurs de conduite, en fonction du barème prévu au règlement.
Une rubalise délimite la zone d’évolution du véhicule qui regroupe un maximum de difficultés de franchissement (montées, descentes à fort pourcentage, dévers importants, croisements de ponts, marches, bourbiers, etc.).

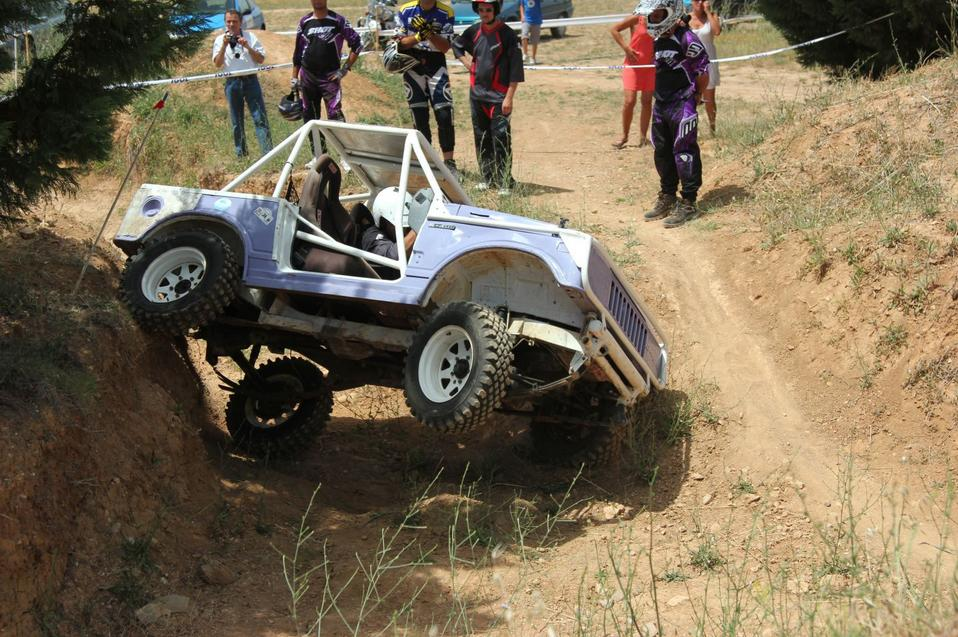
Trial d'Eguille 2012 - Fred Fossat - Catégorie Super Série

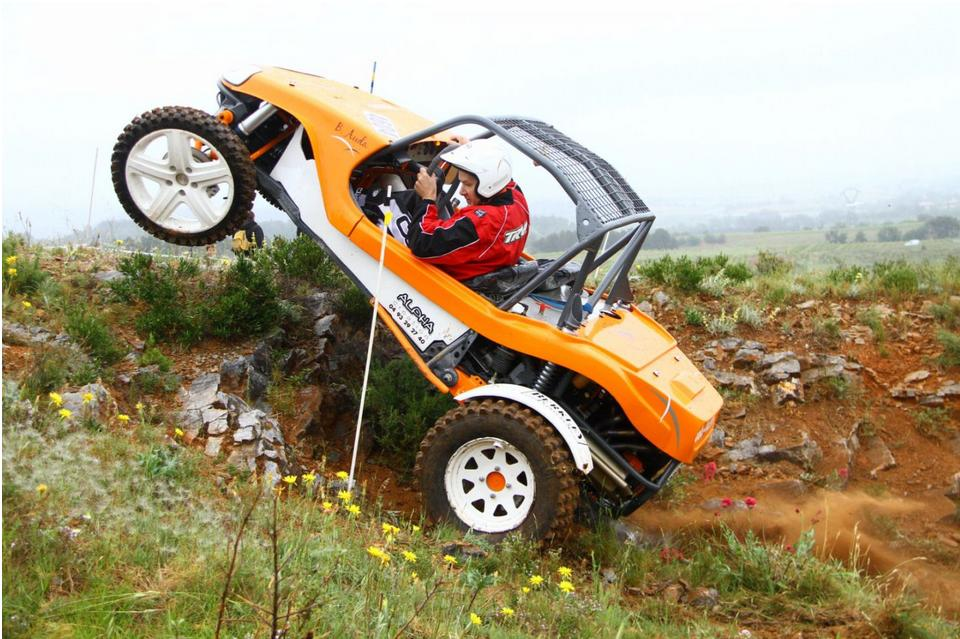
Trial de Baixas 2012 - Bernard Auda - Catégorie Buggy

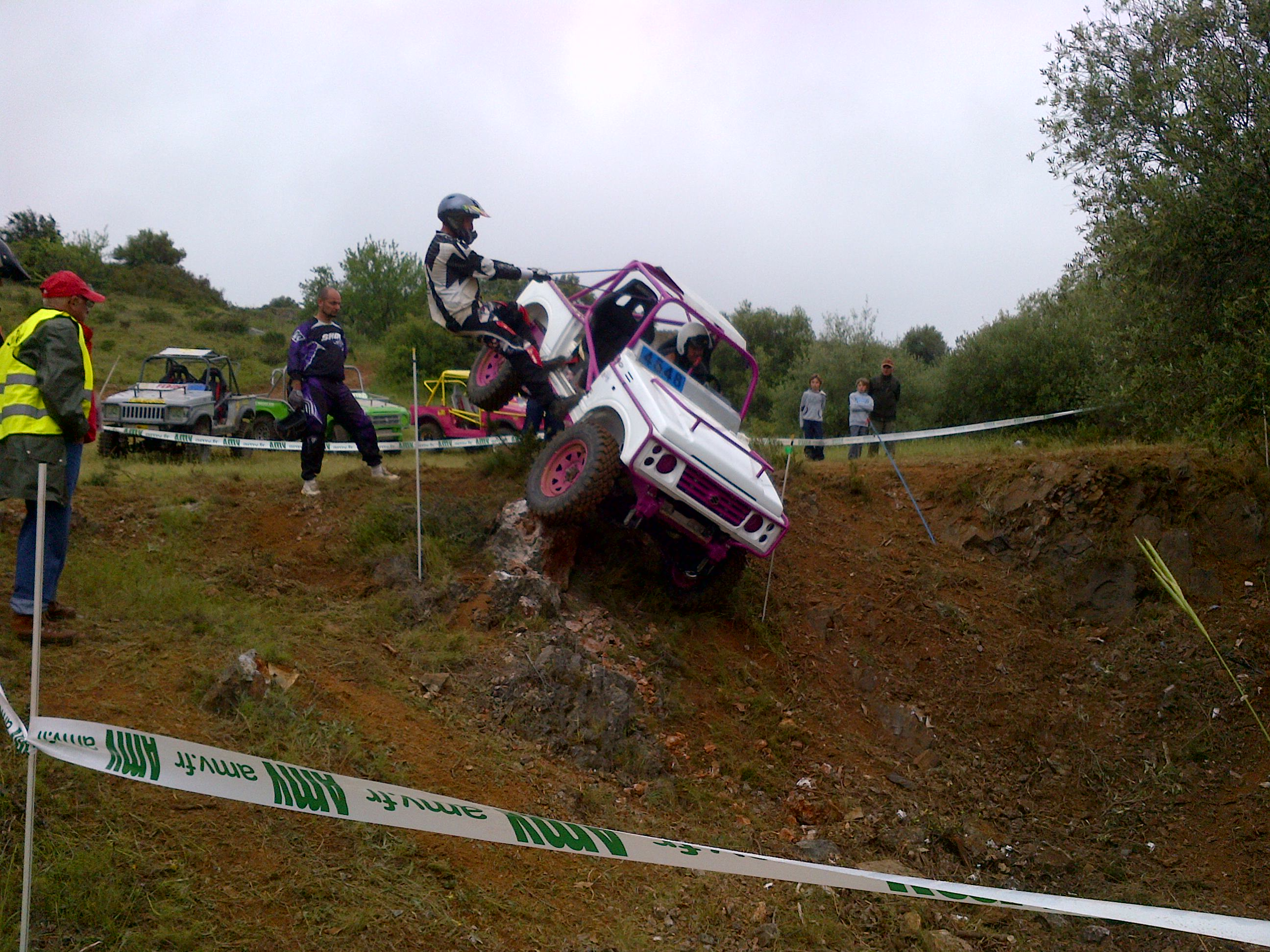
Trial de Baixas 2012 - Greg Casto & Christophe Dejean - Catégorie Super Série

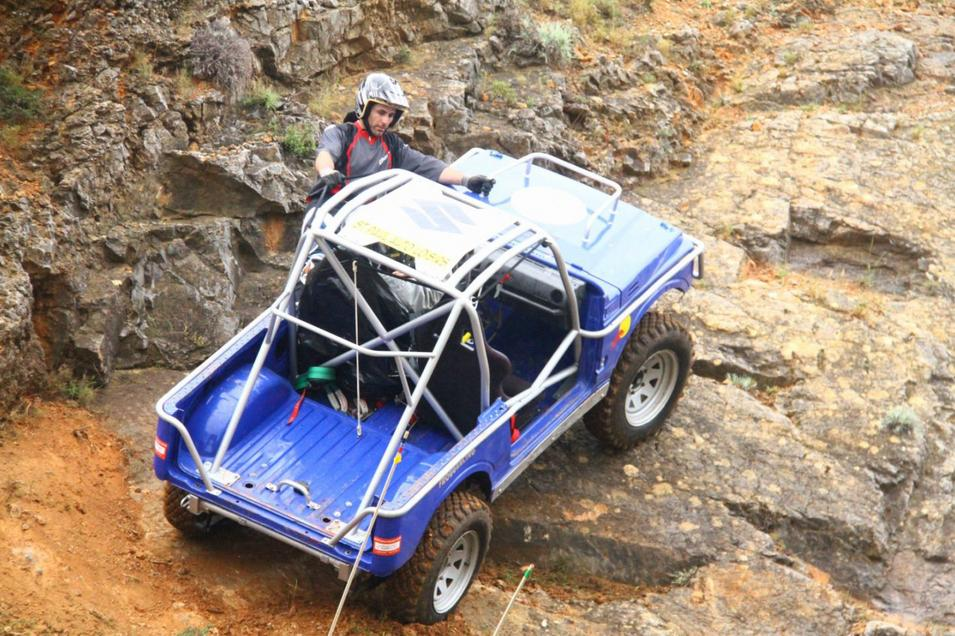
Trial de Baixas 2012 - Cyril Guidarini & Jerome Giuliano - Catégorie Super Série

### Les zones
Les zones sont composées d’une porte d’entrée et de sortie ainsi que de porte intermédiaires. Ces dernières sont étiquetées et éventuellement numérotées, matérialisées chacune par deux piquets souples, balisent un ou plusieurs itinéraires à l’intérieur des zones et doivent être franchies une seule fois, dans l’ordre croissant des numéros (si numérotation).
L’étiquetage se fait toujours sur le piquet gauche de la porte, indiquant ainsi son sens de passage avec rappel d’identification sur le piquet droit.
Dans une zone, il y a au maximum 4 portes intermédiaires par catégorie.
La couleur des étiquettes indique le tracé correspondant aux différentes catégories :

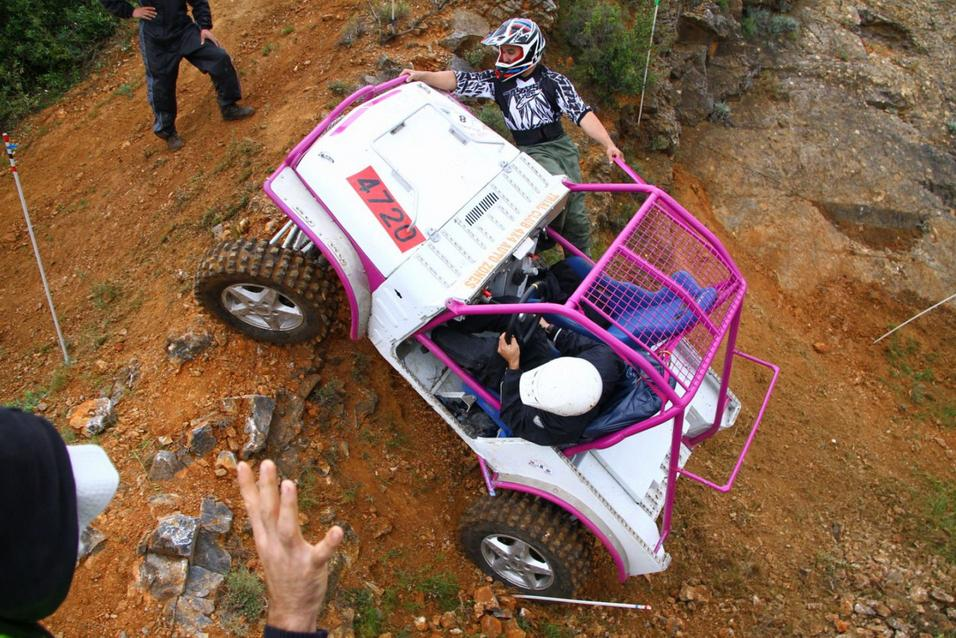
Trial de Baixas 2012 - Brice Castro & Stéphane Grastilleur - Catégorie Maxi Série

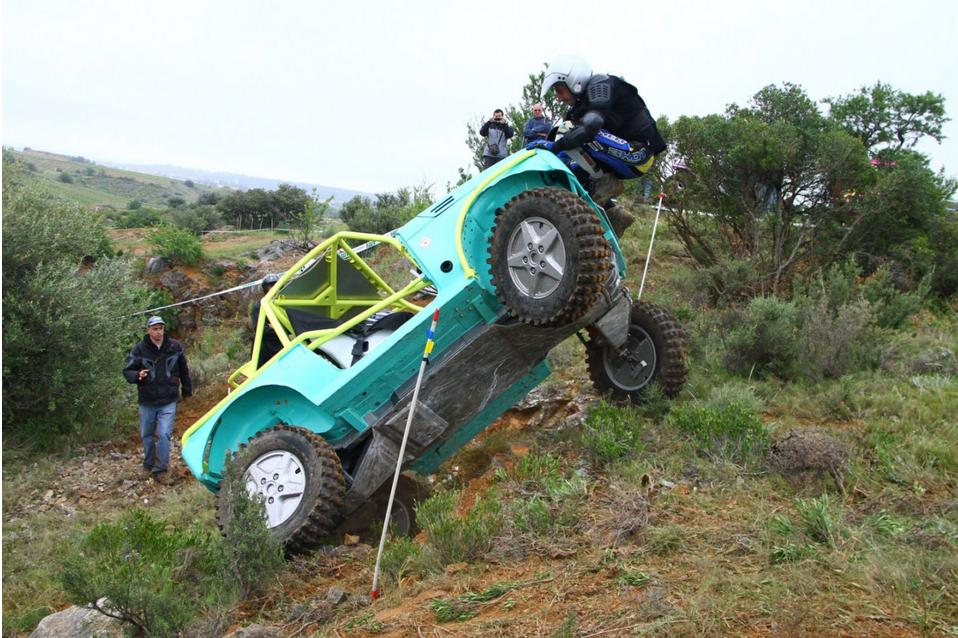
Trial de Baixas 2012 - Jerome Meyson & Christophe Dejonghe - Catégorie Maxi Série

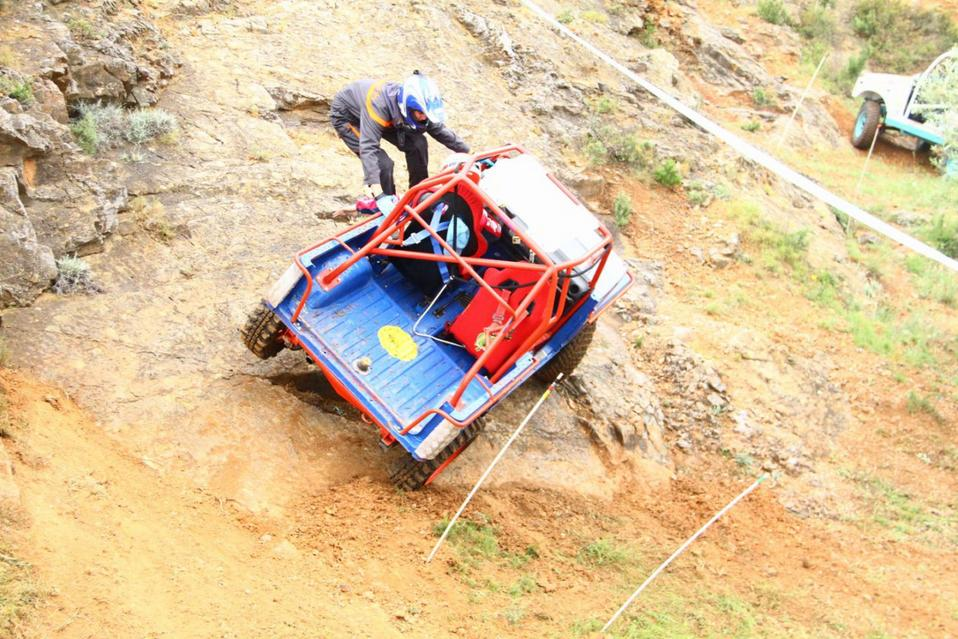
Trial de Baixas 2012 - Mickael Giraud & Tristan Simonis - Catégorie Série Améliorée

| Catégorie       | Couleur |
| --------------- | ------- |
| Jeune           | Jaune   |
| Série           | Vert    |
| Série Améliorée | Jaune   |
| Super Série     | Bleu    |
| Maxi série      | Rouge   |
| Buggy           | Noir    |
| Proto           | Rouge   |

### Franchissement des portes
Il est obligatoire d’emprunter le parcours correspondant à sa catégorie.
L’entrée de zone se fait véhicule arrêté, sans élan, dans l’alignement de la porte.
Une porte intermédiaire est considérée franchie lorsque l’aplomb de l’arrière du véhicule a franchi la dite porte.
Une porte intermédiaire ne peut être franchie qu’une seule fois.

### Pénalités
| Barème de base | Barème Gros Véhicules | |
| -------------- | --------------------- | --- |
| 0 pt           | 0 pt                  | Sans Faute |
| 1 pt           | 1 pt                  | Arrêt de progression, ni recul, ni variation de place de plus de 5 secondes jusqu’à 3 minutes dans l’ensemble de la zone. Dans une même zone, tous les arrêts de progression comptabilisés se cumulent en points de pénalités ainsi qu’en durée, jusqu’à un chronométrage maximum de 3 minutes. |
| 1 pt           | 1 pt                  | Moteur Calé |
| 2 pts          | 1 pt                  | Marche arrière, sans tolérance de recul, annule l’arrêt de progression qui le précède immédiatement sauf gros véhicule. |
| 2 pts          | 2 pts                 | Présence, non autorisée, d’un concurrent dans une zone pendant l’évolution d’un véhicule. |
| 3 pts          | 3 pts                 | Contact du pilote ou du copilote avec le sol. |
| 4 pts          | 2 pts                 | Contact du véhicule, pilote ou copilote avec un piquet ou une rubalise. |
| 11 pts         | 11 pts                | Piquet écrasé. |
| 15 pts         | 15 pts                | Échec : Non-franchissement de la zone (treuillage, aide extérieure). Refus de zone, sortie de zone. Passage au-dessus ou au-dessous de la rubalise (véhicule ou équipage). Arrêt de progression dépassant 3 minutes dans une même zone. Pénétrer, manœuvrer ou reculer dans une porte d’une autre catégorie. Tout dépassement de 11 points. Aménagement volontaire de la zone par le pilote ou le copilote. Chevauchement de piquet. Retenue volontaire d’un piquet ou d’une rubalise. |

Une majoration de 2 points par porte intermédiaire, où le véhicule n’est pas entré, sera ajoutée aux 15 points d’échec.
Les pénalités sont inscrites par les commissaires sur la feuille de pointage à la fin de chaque zone. 
Les éventuels ex æquo seront départagés suivant le nombre de passages à zéro qu’ils auront obtenu.

## Déroulement du championnat national

### Généralités
Le Championnat National de trial auto 4x4 et buggy est composé des Championnats Régionaux et d’une Finale Nationale.
Les finalistes de chaque région peuvent participer à la finale nationale.
Le nombre d’épreuves obligatoires par région est de 6 minimum, afin que la région puisse être représentée à la finale nationale.
Un classement par catégorie de véhicules est établi pour chaque épreuve, ainsi qu’un classement régional intermédiaire.
Les qualifications se feront en fonction des classements des championnats régionaux : les podiums de chaque catégorie puis un complément (dans la limite de 6 véhicules dans la catégorie par région).

## Jeunes
Les jeunes à partir de 16 ans (non titulaire du permis de conduire catégorie B), peuvent par dérogation à l’article 7.3 évoluer sur un véhicule catégorie « jeunes » à condition de posséder le certificat d’aptitude à la conduite auto ufolep.
Les points acquis dans cette catégorie ne peuvent en aucun cas permettre une participation à la Finale nationale.

### Définition du véhicule
Véhicule n'ayant jamais possédé de carte grise ni d’homologation automobile et de construction artisanale
Véhicule à 2 ou 4 roues motrices et 2 roues directrices.

### Autorisations
- Deux freins séparés
- Suspension libre
- Diamètre de roue libre

### Obligations
- Moteur limité à 602 cm3 d’origine automobile
- Ponts libre

### Interdictions
- Système antipatinage strictement interdit.
- Système quelconque permettant de modifier le couple ou la vitesse d’une roue par rapport à l’autre, sauf par freinage manuel séparé, ou fonctionnement normal d’un différentiel entièrement libre de contrainte.
- 4 roues directrices.
- Échappement libre.
- Tous systèmes de suspension assistés (air comprimé, hydraulique, etc.).
- Le copilote est interdit.

## Promotion
Dans le cadre du développement de la pratique du trial 4 x 4 auto et buggy, l’organisateur doit, le jour de son épreuve, tracer un parcours dit «promotionnel ». Il est entendu que les points acquis dans cette catégorie ne peuvent, en aucun cas, prétendre à une participation à la Finale Nationale UFOLEP.

### Définition du véhicule
Tout véhicule accepté dans les groupes Série, Série Améliorée 4 x 4, Super Série 4 x 4, Buggy, Maxi Série, et Proto, pour les pilotes faisant leur première saison dans le championnat.

### Parcours
Les véhicules Promotion doivent suivre les parcours suivants :
- Série Promotion étiquettes blanches
- Série Améliorée 4 x 4 Promotion étiquettes vertes
- Super Série 4 x 4 Promotion étiquettes jaunes
- Buggy Promotion étiquettes jaunes
- Maxi Série Promotion étiquettes bleues
- Proto Promotion étiquettes bleues

## Série

### Définition du véhicule
Véhicule 4 x 4 de série, avec immatriculation, carte grise, conforme à la fiche technique constructeur et au PV des mines.
Carrosserie d’origine (formes dimensions et matières).
Moteur d’origine non préparé.

### Modifications autorisées
- Suppression ou modification des pare-chocs avant et arrière et remplacés par des tubes.
- Dépose des portes, pare-brise, roue de secours, bâche.
- Protection du moteur et boîte de vitesses.
- Protection des bas de caisse.
- Sièges libres.
- Tous types de pneus sauf pneus à tétines sur diamètre de jantes d'origine.

### Obligations
- Freins d’origine exigés et efficaces.
- Bouchon de réservoir de carburant étanche et protégé.
Appellation gros véhicule dans la série : tout véhicule d’un empattement d’origine supérieur ou égal à 2,30 mètres. L’empattement se mesure de l’axe de roue avant à l’axe de roue arrière.

## Série Améliorée

### Définition du véhicule
Véhicule 4 x 4 issu de la série carte grise non obligatoire pour la compétition. Carrosserie d’origine (formes dimensions et matières).
Moteur d’origine non préparé, non modifié.

### Modifications Autorisées
- Suppression ou modification des pare-chocs avant et arrière, dans ce cas possibilité de remplacement par des tubes.
- Dépose des portes, pare-brise, roue de secours, bâche.
- Protection des parties mécaniques.
- Protection des bas de caisse.
- Jumelles libres, mais sur attaches d’origine.
- Amortisseurs libres, non assistés, fixés à l'identique, sur attaches d’origines, fixations d'origine et sans pièces d'adaptation.
- Ressorts et lames libres sur attaches d’origines (cales autorisées).
- Sièges libres.
- Boîte de vitesses d’origine renforcée (même marque).
- Boîte de transfert de même marque, non modifiée sauf rapports courts, renforcement et réhausse autorisée.
- Ponts d'origine renforcés (différentiel, couple conique, arbres de roues…).
- Cardans renforcés.
- Tous types de pneus sauf pneus à tétines.
- Réservoir libre à l’emplacement d’origine.
- Freins sur les 4 roues, montage libre avec maître cylindre à double circuit de freinage.

### Obligations
- Frein à main exigé et efficace.
- Freinage simultané sur les 4 roues.
- Bouchon de réservoir de carburant étanche et protégé.
- Attaches de sécurité pour ressorts de suspensions.
Appellation gros véhicule dans la série : tout véhicule d’un empattement d’origine supérieur ou égal à 2,30 mètres. L’empattement se mesure de l’axe de roue avant à l’axe de roue arrière.

## Super Série

### Définition du véhicule
Véhicule 4 x 4 issu de la série améliorée carte grise non obligatoire pour la compétition.
Carrosserie d’origine (formes dimensions et matières).
Moteur d’origine non préparé.

### Modifications autorisées
- Suppression ou modification des pare-chocs avant et arrière, remplacés par des tubes.
- Dépose des portes, pare-brise, roue de secours, bâche.
- Protection des parties mécaniques.
- Protection des bas de caisse.
- Jumelles libres, mais sur attaches d’origine.
- Amortisseurs libres, non assistés, fixés à l'identique, sur attaches d’origines, fixations d'origine et sans pièces d'adaptation.
- Ressorts et lames libres sur attaches d’origines (cales autorisées).
- Cales de réhausse de caisse (bodylifts) sauf en bois
- Sièges libres.
- Boîte de vitesses d’origine renforcée (même marque).
- Boîte de transfert de même marque, non modifiée, sauf rapports courts, renforcement et réhausse autorisée.
- Ponts renforcés.
- Cardans renforcés.
- Direction assistée.
- Tous types de pneus.
- Réservoir libre à l’emplacement d’origine.
- Freins sur les 4 roues, montage libre avec maître cylindre à double circuit de freinage.
- Freins séparés sur un même pont, montage libre (un seul pont par véhicule).
- Modification du différentiel sur un seul pont.

### Obligations
- Frein à main exigé et efficace.
- Freinage simultané sur les 4 roues (en dehors du système de freins séparés).
- Bouchon de réservoir de carburant étanche et protégé.
- Attaches de sécurité pour ressorts de suspensions.
Appellation gros véhicule dans la série : tout véhicule d’un empattement d’origine supérieur ou égal à 2, 30 mètres. L’empattement se mesure de l’axe de roue avant à l’axe de roue arrière.

## Buggy

### Définition du Véhicule
Véhicule à 2 roues motrices et 2 roues directrices.

### Autorisations
- Deux freins séparés.
- Suspensions libres.
- Diamètre de roue libre.

### Obligations
- Équipé d’un ou deux sièges côte à côte et d’une largeur d’habitacle 1,10 m minimum. Dans le cas d’un véhicule à deux sièges, la distance minimale entre l’axe longitudinal du véhicule et le bord extérieur de chaque siège est de 45 cm.
- Frein de parking efficace obligatoire.
- Un seul pont moteur, deux roues motrices.
- Moteur libre.
- Carrosserie protection habitacle, capot, moteur et boite, ne devront pas être visibles vus du dessus.
- Protection de toutes les parties mécaniques apparentes (moteur, poulies…).
- Une tôle pare feu anti projection est obligatoire. Cette tôle sera en métal non perforé. Elle se situera entre l’habitacle et le groupe motopropulseur. Elle devra occulter la partie entre le bas du châssis et l’extérieur de l’arceau arrière jusqu’à hauteur du moteur. Le moteur et la boîte devront être couverts à partir de cette tôle à l’arrière du véhicule par une carrosserie rigide ne laissant apparaître, vu de dessus, aucun organe mécanique (échappement et poulie compris).
- Attaches de sécurité pour ressorts de suspensions.
- Pont libre.
- Les bouteilles d’air comprimé doivent être conformes à la législation en vigueur.
- Aile ou garde boue (bavette) sur les roues motrices obligatoires empêchant toutes projections.

### Interdictions
- Système antipatinage strictement interdit.
- Système quelconque permettant de modifier le couple ou la vitesse d’une roue par rapport à l’autre, sauf par freinage manuel séparé, ou fonctionnement normal d’un différentiel entièrement libre de contrainte.
- 4 roues directrices.
- Échappement libre.

## Maxi-Série

### Définition du véhicule
Véhicule 4 x 4 conçu à partir de véhicule de série, et n’entrant pas dans les catégories précédentes.

### Autorisations
- Moteur libre.
- Choix et attache des suspensions libres.
- Pont, boîte de vitesses et de transfert libres.
- Pneumatiques libres.
- Réservoir libre.
- Freins libres.

### Obligations
- Châssis issu de la série et devant être porteur (70 % du châssis doit être conservé).
- Seules les roues avant seront directrices.
- Bouchon de réservoir étanche et protégé.
- Frein de parking efficace.
- Équipé de deux sièges côte à côte. La distance minimum entre l’axe longitudinal du véhicule et le bord extérieur de chaque siège sera de 45 cm.
- Carrosserie « silhouette » sur l’ensemble du véhicule (parties mécaniques, ailes, roues et caisse)
- la carrosserie doit recouvrir, au minimum 50 % de la largeur de la bande de roulement du pneumatique monté.
- Attaches de sécurité pour ressorts de suspensions.

## Proto

### Définition du véhicule
Véhicule 4 x 4 n’entrant dans aucune des catégories précédentes.

### Obligations
- Équipés de 2 sièges côte à côte pour les protos avec copilote, la distance minimale entre l’axe longitudinal du véhicule et le bord extérieur de chaque siège est de 45 cm. Ou pour les monoplaces (pas de copilote) largeur d’habitacle 1,10 m minimum.
- Attache de sécurité pour ressort de suspension.
- Frein de parking efficace obligatoire.
- Les bouteilles d’air comprimé doivent être conformes à la législation en vigueur, contrôle visuel annuel et contrôle obligatoire tous les deux ans avec certificat de conformité apposé sur la bouteille

## Conditions d’organisation et de participation

### Organisation
Les clubs organisateurs doivent être affiliés à une Fédération.
Chaque épreuve est soumise à autorisation préfectorale dont l’arrêté doit être affiché.
Le directeur de course est le seul responsable du déroulement de l’épreuve, détenteur du pouvoir de décision, il peut pour diverses raisons exclure un concurrent ou arrêter l’épreuve.
Chaque région devra organiser des stages de formation pour ses commissaires et directeurs de course.
Chaque club organisateur doit obligatoirement souscrire une assurance et afficher le contrat lors de la manifestation. Il est fortement conseillé de prendre une R.A.T. (Responsabilité Activité Temporaire) pour couvrir toutes les personnes dans l’organisation non licenciées.

### Officiels
Officiels obligatoires pour organiser une manifestation :
- directeur de course
- commissaires sportifs
- commissaires techniques
- commissaires de zone
- représentant des pilotes (Un de chaque catégorie désigné par les concurrents)

Tout officiel doit être licencié à une Fédération.

### Participation
Les pilotes et copilotes doivent être en possession du permis de conduire (catégorie B ou F) et titulaire d'une licence homologuée pour l’année en cours, pour toute épreuve qualificative au championnat national, délivrée au minimum 8 jours avant l’épreuve pour les épreuves régionales et départementales et 30 jours avant une épreuve nationale.
Le copilote n’est pas obligatoire.

### Régions organisatrices en France

#### Sud-Est
- Trial du Le Thoronet (Var) Club organisateur : Le Thoronet
- Trial de Baixas / Perpignan (Pyrénées-Orientales) Club organisateur : Auto Moto Club Perpignan
- Trial de Lunel (Hérault) Club organisateur : Jet Ride
- Trial d’Eguilles (Bouches-du-Rhône)
- Trial de Caille (Alpes-Maritimes) Club organisateur : Saint Paul  Auto Loisirs
- Trial de Savournon (Hautes-Alpes) Club organisateur : Auto Zones
- Trial de Grasse (Alpes-Maritimes) Club organisateur : Grasse Loisirs

#### Limousin
- Trial de Savigny en Sancerre (Cher) Club organisateur : 4x4 Evasion Sancerrois
- Trial de St Laurent D'arce  (Gironde) Club organisateur : Team Bugs Buggy
- Trial de Saint Moreil (Creuse) Club organisateur : Comité des Fêtes De St Moreil
- Trial de Royere De Vassiviere (Creuse)
- Trial de Jonzac (Charente-Maritime) Club organisateur : Jml 4x4
- Trial de Crocq (Creuse) Club organisateur : Crocq Tout Terrain
- Trial de Beaudean (Hautes-Pyrénées) Club organisateur : Bagnieres Tout Terrain
- Trial de Le Dorat (Haute-Vienne) Club organisateur : Team Limousin Trial 4x4

#### Nord Est
- Trial de Moulin ST Hubert (Meuse) Club organisateur : Cap' Arden 4x4
- Trial de Montreuil Sur Thonnance (Haute-Marne) Club organisateur : Ast Joinville
- Trial de Ligny En Barrois (Meuse) Club organisateur : Les Baroudeurs du Barrois
- Trial d’Onans (Doubs) Club organisateur : 4X4 d'Alsace
- Trial de Tartecourt (Haute-Saône) Club organisateur : 4x4 Club Saonois
- Trial de Seltz (Bas-Rhin) Club organisateur : Extrême Aventure

#### Ouest
- Trial de St Jean sur Erve (Mayenne) Club organisateur : Keep Cool Club
- Trial de Bourgon (Mayenne) Club organisateur : Astro - http://www.4x4-astro-53.franceserv.fr
- Trial de Pléchatel (Ille-et-Vilaine) Club organisateur : Tout Terrain 35
- Trial de Carolles (Manche)

#### Rhône-Alpes / Auvergne
- Trial de St Martin De Valamas (Ardèche)
- Trial de Albepierre (Cantal) Club organisateur : 4x4 Albepierre Bredons
- Trial de Frugieres Le Pin (Haute-Loire) Club organisateur : Trialix 4x4
- Trial de Chalain D'uzore (Loire)
- Trial de Laveissiere (Cantal) Club organisateur : Tt Des Volcans
- Trial de Bas En Basset (Haute-Loire)
- Trial de St Jean Soleymieux (Loire) Club organisateur : Ribeyron Loisirs
- Trial de Saint Just Saint Rambert (Loire) Club organisateur : Ribeyron Loisirs